# Peter Gilg
Peter Gilg (* 17. März 1922 in Bern; † 4. November 2006) war ein Schweizer Historiker, Politikwissenschaftler und Journalist.

## Leben
Der Sohn des Theologen Arnold Gilg studierte Geschichte, Germanistik und Geografie an den Universitäten Bern und Zürich und promovierte 1950 in Bern in Geschichte. Von 1955 bis 1965 war er Auslandredaktor bei der Zeitung Der Bund. Von 1965 bis 1987 arbeitete er in leitender Position beim Forschungszentrum für schweizerische Politik (später: Institut für Politikwissenschaft) der Universität Bern. Er war Gründer des Jahrbuchs Année politique suisse. 1964 wurde er habilitiert, von 1974 bis 1987 war er Honorarprofessor für Neueste Geschichte an der Universität Bern.

## Schriften (Auswahl)
- Die Entstehung der demokratischen Bewegung und die soziale Frage: Die sozialen Ideen und Postulate der deutschschweizerischen Demokraten in den früheren 60er Jahren des 19. Jahrhunderts. J. Weiss, Affoltern am Albis 1951 (= Dissertation, Universität Bern, 1950).
- Die Erneuerung des demokratischen Denkens im wilhelminischen Deutschland: Eine ideengeschichtliche Studie zur Wende vom 19. zum 20. Jahrhundert (= Veröffentlichungen des Instituts für Europäische Geschichte, Mainz. Bd. 37). F. Steiner, Wiesbaden 1965 (= Habilitationsschrift, Universität Bern).
- Jugendliches Drängen in der schweizerischen Politik: Struktur, Ziele und Aktionsformen von politischen Gruppen der jungen Generation. Francke, Bern 1974